# 백자 병형 주전자
백자 병형 주전자(白磁 甁形 注子)는 조선 초기의 병 모양 백자 주전자이다. 1993년 9월 10일 국보 제281호로 지정되었다.

## 개요
조선시대 만들어진 백자로 만든 병모양의 주전자로 총 높이 32.9cm, 병 높이 29cm, 아가리 지름 6cm, 밑 지름 11.4cm의 크기이다.
아가리는 약간 벌어져 세워져 있고, 짧은 목 밑으로 서서히 벌어져 아랫 부분에 중심을 둔 풍만한 형체이다. 몸체에 각이 진 손잡이를 작은 고리와 함께 부착 시켰고, 뚜껑은 윗면 중앙에 연꽃봉오리 모양의 꼭지와 작은 고리를 연결하였다. 옅은 푸른색 유약이 전면에 고르게 입혀 있다. 손잡이와 아가리는 제작 시에, 병의 몸체와 다른 바탕흙과 유약을 사용하였다.
사용된 바탕흙과 유약, 제작기법으로 보아 15세기 후반에서 16세기 전반경으로 추정된다. 왕실에서 사용할 고급 자기를 생산하던 경기도 광주 지방의 국가에서 운영하던 가마에서 제작된 것으로 보인다.
이 작품은 풍만하고 단정하여 위엄있는 몸체에, 가늘고 작은 아가리와 굵은 손잡이가 단아한 느낌을 준다.